# Cercidiphyllaceae
La familia Cercidiphyllaceae es una pequeña familia de plantas dicotiledóneas que comprende nada más que un solo género: Cercidiphyllum.
El katsura es un gran árbol de hojas caducas, de las regiones templadas del este de Asia, cultivado como fuente de madera para la construcción de viviendas y como árbol ornamental.
La clasificación filogenética sitúa a esta familia dentro del  orden de las Saxifragales.

## Descripción
Son árboles caducifolios, dioicos. Su sistema de ramificación con brotes vegetativos largos y brotes vegetativos o reproductivos cortos. Estípulas caedizas tempranas. Hojas opuestas o raramente alternativas en tallos largos, única en brotes cortos, pecioladas, hojas parecida al papel, simples. Las inflorescencias aparecen antes que las hojas, fasciculadas. Las flores se producen en brotes cortos, cada flor subtendido por una bráctea o suprimida; le falta el perianto. Inflorescencias estaminadas subsésiles; con 4 o más flores. Fruto en folículo. Las semillas aplanadas, aladas; con endospermo aceitoso; embrión grande.

## Taxonomía
La familia fue descrita por  Adolf Engler y publicado en Syllabus der Pflanzenfamilien (ed. 5) 126. 1907.